# Starod
Starod – wieś w Słowenii, w gminie Ilirska Bistrica. W 2018 roku liczyła 43 mieszkańców.